# Condado de Mower
O Condado de Mower é um dos 87 condados do estado americano do Minnesota. A sede do condado é Austin, e sua maior cidade é Austin.
O condado possui uma área de 1 843 km² (dos quais 1 km² estão cobertos por água), uma população de 38 603 habitantes, e uma densidade populacional de 21 hab/km² (segundo o censo nacional de 2000). O condado foi fundado em 1855.